# Petrorossia autumnalis
Petrorossia autumnalis är en tvåvingeart som beskrevs av Zaitzev 2002. Petrorossia autumnalis ingår i släktet Petrorossia och familjen svävflugor. Inga underarter finns listade i Catalogue of Life.